# Callithomia schultzi
Callithomia schultzi är en fjärilsart som beskrevs av Richard Haensch 1905. Callithomia schultzi ingår i släktet Callithomia och familjen praktfjärilar. Inga underarter finns listade i Catalogue of Life.